# American Museum Novitates
American Museum Novitates est une revue scientifique à comité de lecture publiée par le Musée américain d'histoire naturelle. Elle a été créée en 1921.

## facteur d'impact
Selon les Journal Citation Reports, la revue a un facteur d'impact de 1,636 en 2013.